# Épaminondas
Épaminondas, en grec ancien Ἐπαμεινώνδας / Epameinốndas, né à Thèbes entre 420 et 415 av. J.-C., et mort à la bataille de Mantinée le 4 juillet 362, est un général et homme d'État thébain.
Il transforme sa cité-État pour la conduire à une position prééminente en Grèce antique et fonde de nouvelles alliances. Il brise la puissance militaire spartiate avec sa victoire à Leuctres en 371 et libère les hilotes messéniens, réduits en esclavage par les Spartiates. Son œuvre militaire est considérable : il révolutionne la tactique au sein de la phalange hoplitique en renforçant considérablement les rangs de l'aile gauche, prémices de l'ordre oblique.

## Biographie

### De la naissance à l'ascension (418-371)
Issu d'une famille noble, mais modeste, Épaminondas a un frère et une sœur. Ses parents sont encore en vie au temps de la bataille de Leuctres en 371.
Son père Polymnis a recueilli pendant un temps le philosophe Lysis de Tarente, alors en exil à Thèbes à la suite du massacre des écoles pythagoriciennes de Sicile en 440. Épaminondas a donc profité d'une éducation de très grande qualité. Cette éducation pythagoricienne influencera plus tard le jeune général. En 394, Épaminondas, alors qu’il a vingt-cinq ans, combat côte à côte avec Pélopidas à la bataille de Coronée.

### L'occupation spartiate (382-379)
En 382, Sparte s’empare de la Cadmée de Thèbes et occupe la ville avec une garnison. Épaminondas perd beaucoup de ses amis qui se réfugient à Athènes et est l'un des rares démocrates à rester dans la cité. C'est là qu'il encourage les jeunes Thébains à lutter contre les soldats spartiates.
En décembre 379, aidé par un groupe d’exilés thébains et de volontaires athéniens, il mène avec Pélopidas et Gorgidas un coup d’État contre le régime oligarchique et parvient à expulser la garnison spartiate.

### La montée en puissance (378-371)
En 378, 377 et 376, Sparte envoie successivement ses deux rois, Cléombrote et Agésilas, combattre Thèbes. La cité résiste, et ce, malgré la défection de nombreuses cités voisines telles que Thespies et Tanagra.
Au cours de ces campagnes entre 378-376, Épaminondas, devenu rapidement béotarque, mène ses troupes aux côtés de son ami Pélopidas et de Gorgidas, le fondateur du Bataillon sacré. D'abord vainqueur en suivant une tactique de guérilla, il gagne par la suite sur les champs de bataille, même lorsque ses troupes sont en infériorité numérique à Tégyres et à Orchomène en 375. La légende d'Épaminondas est née. Pour punir les défections de Tanagra, Platées, l'alliée d'Athènes, et Thespies, Épaminondas décide de raser ces cités, ce qui contribue à renforcer la légende noire de Thèbes. En raison de l'agression contre Platées, Athènes abandonne son alliance avec les Thébains et c'est seuls qu'ils devront affronter la puissance dominante en Grèce.
Au début de l’année 371, les représentants des cités grecques sont convoqués à Sparte pour négocier ensemble une koiné eiréne, c’est-à-dire une paix générale. Ce congrès est un échec. Agésilas refuse de reconnaître la confédération béotienne. Il exige de Thèbes qu’ils signent la paix sous le nom des « Thébains » et non sous celui de « tous les Béotiens ». Épaminondas refuse, rétorquant qu'il le fera uniquement si Sparte reconnaît l’indépendance des cités de Laconie. Les deux cités se préparent donc à la guerre.

## L'hégémonie thébaine (371-362)

### Le triomphe contre Sparte

#### Bataille de Leuctres
Furieux, les Spartiates se lancent dans une grande invasion de la Béotie, menés par le roi Cléombrote II. Épaminondas parvient à convaincre ses collègues de livrer bataille en achetant les oracles. C'est la bataille de Leuctres, où Épaminondas déploie son génie militaire. En infériorité numérique, il tente un coup audacieux : placer le gros de ses troupes à l'aile gauche et non à droite comme à l'habitude. Il désorganise les lignes spartiates grâce à un premier assaut de cavalerie, puis déploie à nouveau sa phalange en concentrant toutes ses forces sur le côté gauche et non le droit, côté gauche où sont concentrées les troupes d'élite de Sparte. Ses troupes sept fois plus nombreuses, étalées sur une profondeur de cinquante hommes contre douze du côté spartiate, enfoncent de manière décisive les lignes ennemies et font perdre à Sparte le tiers de ses citoyens soit 700 homoioi, dont le roi Cléombrote en personne, et bon nombre de soldats d'élite, qui composaient la garde royale personnelle.

#### Consolidation du pouvoir
Cet écrasant succès permet à Épaminondas d'adopter une politique plus ambitieuse : mettre fin à l'hégémonie de Sparte et la remplacer par celle de Thèbes. L'assassinat de Jason de Phères en 370, tyran dominant la Thessalie, supprime un obstacle important. Thèbes s'allie aux cités de Grèce centrale, aux Phocidiens, Locriens, Acarnaniens et Eubéens, réunissant ainsi une grande armée.

#### Invasion du Péloponnèse
Épaminondas lance une grande offensive contre le Péloponnèse à la fin de 370, malgré l'hiver et le fait que les béotarques soient en fin de mandat. Épaminondas réunit une des plus grandes armées en son temps (80 000 hommes), les anciens alliés de Sparte ayant rejoint ses rangs. Il pille la Laconie, mais, face à l'habile tactique de guérilla du roi Agésilas II et l'échec d'un premier assaut, il renonce à prendre la ville de Sparte. En 369, il se replie sur la Messénie et libère les hilotes messéniens . Il fait bâtir une cité autour du mont Ithômé, forteresse historique des guerres de Messénie, la fortifie, y installe une garnison thébaine, et invite tous les Messéniens exilés en Grèce ou en Grande-Grèce à rentrer. La nouvelle ville, Messène, considère le thébain comme son œciste, c'est-à-dire son fondateur. Il fonde également Mégalopolis pour bloquer la route du Nord à Sparte. Il relève les murs de Mantinée et met fin à son dioecisme. Ayant déjà dépassé la durée de son mandat, Épaminondas rentre à Thèbes.

### La guerre contre Athènes et Sparte, le temps des difficultés (369-362)

#### Premier procès
En rentrant à Thèbes, c'est un procès qui attend Épaminondas pour avoir usurpé la fonction de béotarque sur quatre mois. Il encourt la peine de mort, mais rapidement, le procès tourne au triomphe pour les deux généraux qui ridiculisent leurs adversaires. La réponse d'Épaminondas mérite d'être citée car elle contribue aussi parmi d'autres événements à sa réputation de grand orateur. Il plaida en s'inspirant de la fameuse réplique de Socrate à son procès : « Il ne demanda qu’une seule chose à ses juges, c’était d’inscrire sur le procès-verbal de sa condamnation les paroles que voici : Épaminondas a été puni de mort par les Thébains pour les avoir contraints de vaincre à Leuctres les Lacédémoniens, qu’avant son commandement aucun des Béotiens n’a osé regarder en face sur le champ de bataille ; pour avoir, en un seul combat, non seulement sauvé Thèbes de sa ruine, mais encore rendu la liberté à toute la Grèce ; pour avoir à ce point modifié la situation des deux camps que les Thébains ont pu assiéger Sparte tandis que les Lacédémoniens n’avaient qu’à s’estimer heureux s’ils avaient la vie sauve ; pour, enfin, n’avoir pas cessé de faire la guerre avant d’avoir relevé Messène puis contenu la ville des Spartiates en la soumettant à un blocus. » Sur ses paroles, les jurés pouffèrent de rire et aucun ne vota pour sa condamnation. Mais il n'en avait pas fini avec ses opposants pour autant.

#### Deuxième invasion du Péloponnèse

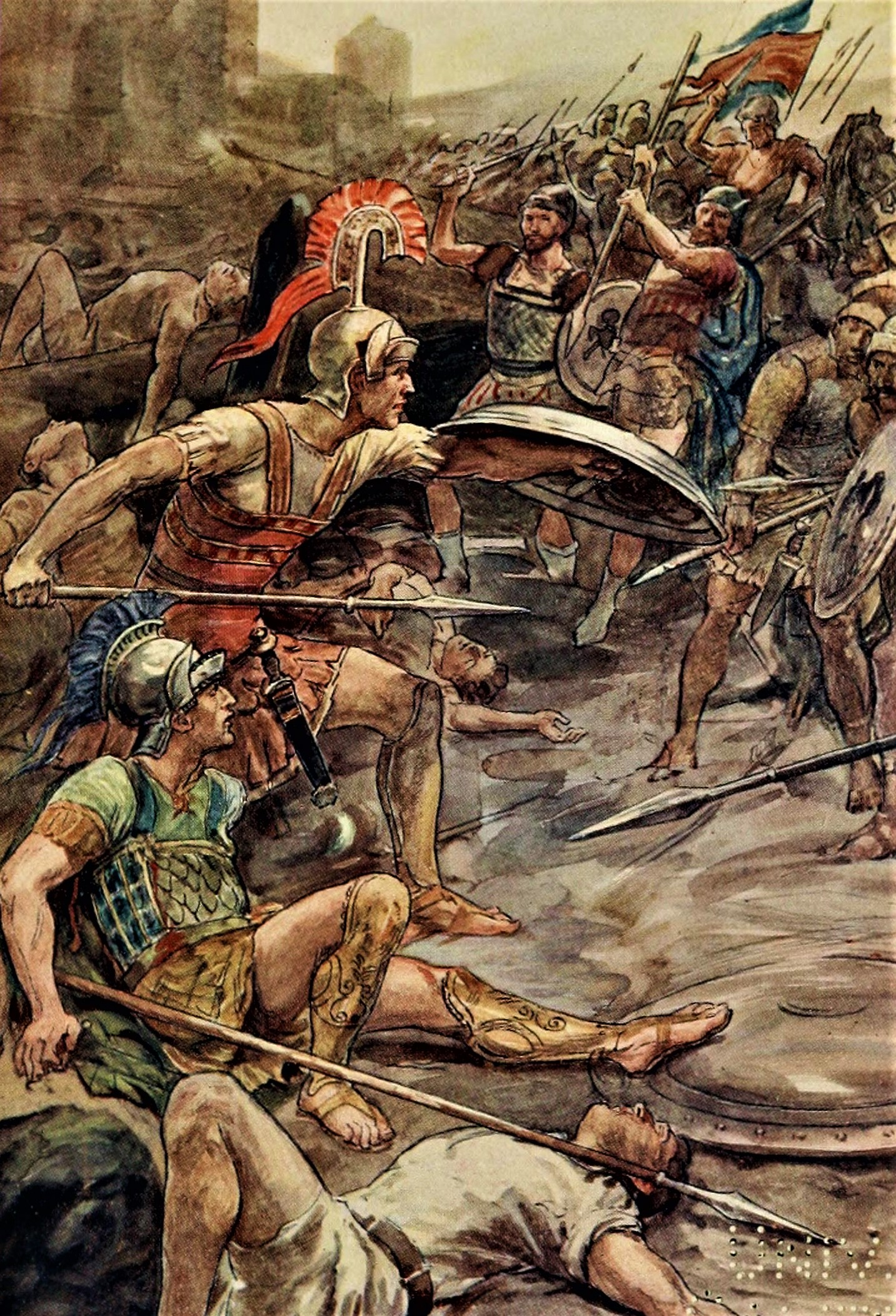
Épaminondas défendant Pélopidas lors du siège de Mantinée en 385. Peinture de William Rainey (1900).

Épaminondas est de nouveau élu béotarque et conduit une nouvelle fois l'armée dans le Péloponnèse. Sparte n'a pas tardé à lancer une armée contre Mantinée. De plus, à cette occasion Athènes et Corinthe s'allient à Sparte et envoient des troupes pour bloquer le passage de l'isthme. Mais encore une fois, grâce à une ruse de guerre typique de son génie militaire, Épaminondas parvient à passer entre les mailles du filet athéno-corinthien et rejoint ses alliés argiens, éléens et arcadiens. Ils prennent Sicyone, pillent les terres de Pellène et Épidaure. Sur le chemin du retour, ils essayent de prendre Corinthe, mais échouent face au génie d'un autre chef militaire, Chabrias l'Athénien. Après quoi Épaminondas retourne à Thèbes. Épaminondas décide alors de se venger sur Athènes et de menacer son empire maritime. Il fait voter par l'Assemblée la construction d'une nouvelle flotte de cent trières en 368.
Cette invasion est un semi-échec pour Thèbes : elle n'est pas arrivée à prendre Corinthe et n'est pas allée plus au sud que Pellène. Les Arcadiens commencent à douter de leur puissance et à se quereller avec d'autres alliés de Thèbes, les Éléens. L'Arcadie, sous la conduite de Lycomédès de Mantinée, tend à prendre son autonomie par rapport à Thèbes.
En 364, les Arcadiens, avec lesquels les relations deviennent tendues, envahissent l'Élide et font main basse sur le trésor sacré d'Olympie. Mantinée, adversaire de Thèbes, proteste et obtient gain de cause auprès de l'assemblée des Dix Mille, qui régit l'Arcadie. Or, le traité entre l'Arcadie et Thèbes interdit une paix séparée. Épaminondas est envoyé pour mettre Mantinée au pas. Celle-ci fait appel à Sparte, qui envoie une armée commandée par Agésilas. La bataille a lieu en 362 sur la plaine de Mantinée. Les Thébains enfoncent les lignes spartiates grâce à leur tactique habituelle et remportent la bataille, mais Épaminondas trouve la mort au cours du combat et Thèbes ne saura pas exploiter ce succès.
Ayant reçu dans le combat une blessure mortelle, mais apprenant que l'ennemi est en déroute, il aurait dit : « J'ai assez vécu puisque je meurs sans avoir été vaincu ». Comme on regrette qu'il n'ait pas de postérité : « Je laisse, dit-il, deux filles immortelles, Leuctres et Mantinée ». Lorsqu'on l'a porté dans sa tente, il fait appeler Daïphante et ensuite Iollidas. On lui rapporte qu'ils sont morts l'un et l'autre. Alors il conseille aux siens de faire la paix, parce qu'ils n'ont plus de généraux. L'événement confirme cette façon de penser, et prouve qu'il connait parfaitement ses concitoyens.

## Caractère d'Épaminondas
- Tant qu'Épaminondas commanda l'armée des Thébains, on n'éprouva jamais de terreur panique dans son camp ; la plus belle mort, selon lui, était de périr sur le champ de bataille.
- Il était de la plus grande frugalité. Invité à souper chez un de ses voisins, il vit, en arrivant, les préparatifs d'un grand repas. « Je croyais, dit-il à son hôte, que tu faisais un sacrifice, et non une partie de débauche. » ; et sur-le-champ, il s'en alla.
- « Mais la pauvreté était familière à Épaminondas ; il l'avait reçue en héritage de ses pères, et il se l'était rendue plus légère et plus douce en s'appliquant de bonne heure à la philosophie, en adoptant le genre de vie le plus simple et le plus uni. Pélopidas fit un mariage riche, et eut plusieurs enfants ; mais il n'en devint pas plus attentif à ménager son bien : et en se livrant tout entier au service de sa patrie, il diminua considérablement sa fortune. Comme ses amis le blâmaient de négliger ainsi une chose si nécessaire : "Oui, leur dit-il, elle est très nécessaire ; mais c'est pour ce Nicodème que voilà" en leur montrant un homme aveugle et boiteux. »[4]
- Son cuisinier lui rendait, en présence des autres généraux, le compte de sa dépense pour plusieurs jours ; il ne se plaignit que de la quantité d'huile qu'il avait employée. Comme ses collègues lui en témoignèrent leur surprise, il dit que ce n'était pas la dépense qu'il regrettait, mais qu'il voyait avec peine qu'une aussi grande quantité d'huile fût entrée dans les corps.
- Un jour qu'on célébrait à Thèbes une fête publique, et que tous les citoyens se traitaient réciproquement, un de ses amis le rencontra vêtu très simplement, qui se promenait dans la ville d'un air pensif. Surpris de le voir dans cet état, il lui demanda pourquoi il allait ainsi seul et dans un tel habillement. « C'est, dit-il, afin que vous puissiez tous vous livrer en sûreté à vos plaisirs. »
- Il avait fait arrêter un homme obscur pour une faute assez légère. Pélopidas vint demander sa grâce, et ne l'obtint pas. Une femme qu'il aimait vint ensuite la solliciter ; il la lui accorda, en disant que c'était à des courtisanes, et non à des généraux, qu'il fallait accorder de pareilles faveurs.
- Il disait que de tous les événements heureux qu'il avait dans sa vie, rien ne lui avait été plus agréable que d'avoir vaincu les Lacédémoniens à Leuctres, du vivant de son père et de sa mère.
- Accoutumé à paraître en public vêtu proprement et le visage riant, il se montra, le lendemain de cette victoire, dans un grand négligé. Ses amis lui demandèrent s'il lui était arrivé quelque malheur. « Non, répondit-il ; mais hier j'ai senti que ce succès avait trop enflé mon cœur, et je corrige aujourd'hui cette joie excessive. »
- Jason de Phères, tyran de Thessalie et allié des Thébains, étant venu à Thèbes, envoya deux mille écus d'or à Épaminondas, qu'il savait extrêmement pauvre. Ce dernier refusa cet argent et dit à Jason, la première fois qu'il le vit : « Vous voulez donc commencer à m'insulter ? » En même temps, il emprunta à l'un de ses concitoyens cinquante drachmes, et avec cette somme, qu'il crut suffisante pour sa propre dépense, il alla faire une irruption dans le Péloponnèse.
- Lorsque ceux d'Argos eurent fait alliance avec les Thébains, Athènes envoya des ambassadeurs en Arcadie pour se plaindre de ces deux peuples. L'orateur Callistrate, qui portait la parole, reprocha aux Argiens Oreste, et aux Thébains Œdipe. Alors Épaminondas se leva, et lui dit : « Il est vrai que nous avons eu parmi nous un parricide, et ceux d'Argos, un matricide. Mais nous avons banni ceux qui ont commis ces crimes, et les Athéniens les ont reçus. »
- Alexandre de Phères avait engagé les Athéniens dans son alliance, en leur promettant de leur fournir de la viande à une demi-obole la livre. « Et nous, nous leur fournirons gratis du bois pour la faire cuire ; car s'ils osent remuer, nous raserons tout leur pays », dit Épaminondas.
- Chabrias fit dresser un trophée pour la défaite de quelques Thébains que l'ardeur du combat avait emportés jusqu'aux pieds des murs de Corinthe. Épaminondas disait, par raillerie, que ce n'était pas un trophée, mais un monument d'Hécate, parce qu'on plaçait ordinairement les statues de cette déesse dans les carrefours devant les portes des villes.
- Épaminondas ne s'est jamais marié, ce qui lui a valu des critiques de la part de ses compatriotes qui pensaient qu'il était tenu de fournir à la cité le bénéfice de fils aussi grands que lui. En réponse, Épaminondas déclara que sa victoire à Leuctres était une fille destinée à vivre éternellement. Il est cependant connu pour avoir eu plusieurs amants masculins, une pratique pédagogique standard dans la Grèce antique, et pour laquelle Thèbes en particulier était célèbre. Une anecdote racontée par Cornélius Népos indique qu'Épaminondas entretenait une relation intime avec un jeune homme du nom de Micythus. Plutarque mentionne deux autres de ses eromenoi : Asopichus, qui a combattu avec lui à la bataille de Leuctres en -371, où il s'est grandement distingué[5] et Caphisodorus, qui est tombé avec lui à Mantinée en -362 et a été enterré à ses côtés[6].
- On lui demandait lequel de Chabrias, d'Iphicrate et de lui-même, il estimait le plus grand général : « Il serait, dit-il, bien difficile de nous prononcer sur cela, tant que nous sommes en vie. »

À son retour de Laconie, on lui intenta, ainsi qu'à ses collègues, une accusation capitale, pour avoir retenu la charge de béotarque quatre mois au-delà du terme fixé par les lois. Il obligea les autres généraux à rejeter la faute sur lui seul, et à dire qu'il les avait contraints à céder à ses ordres. Pour lui, il dit qu'il n'était pas plus habile à parler qu'à agir ; mais que s'il fallait absolument répondre devant ses juges, il demandait, au cas où il fût condamné, qu'ils fissent graver sur une colonne la cause de sa condamnation afin que toute la Grèce sût qu'Épaminondas avait forcé malgré eux les Thébains à ravager la Laconie qui, depuis 500 ans, n'avait point éprouvé d'invasion, de rebâtir et repeupler Messène 230 ans après sa destruction, de réunir par une confédération commune tous les peuples d'Arcadie, et de rendre à la Grèce le pouvoir de se gouverner par ses propres lois.

### Postérité

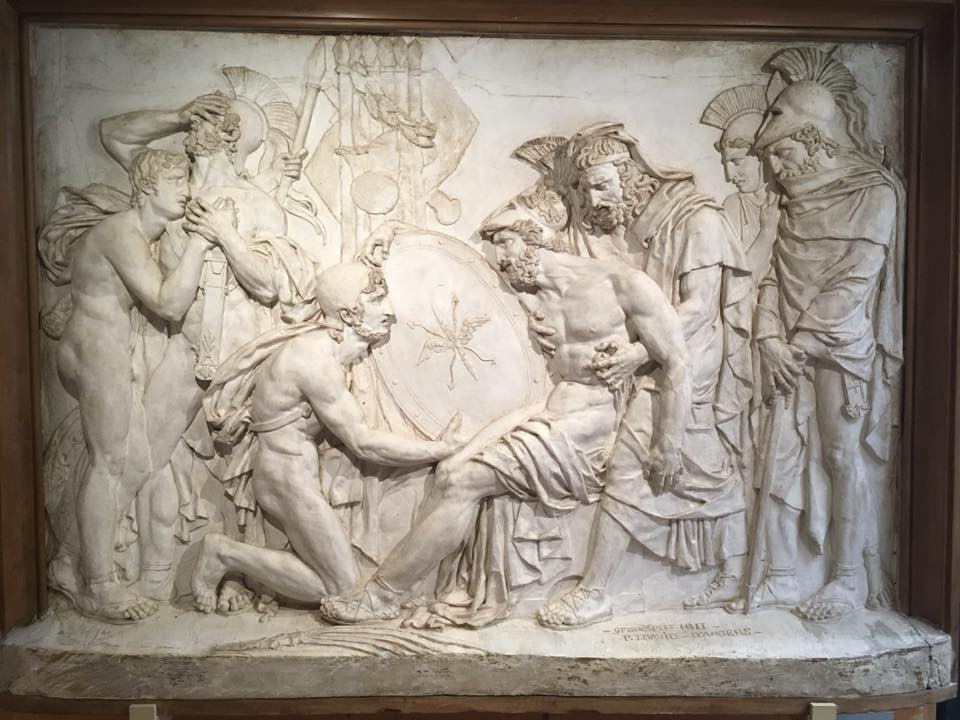
La mort d'Épaminondas par David d'Angers.

Épaminondas est un personnage admiré dans l'Antiquité, à Thèbes, mais aussi dans tout le monde grec. Cornélius Népos, qui lui consacre une biographie, lui rend hommage en disant qu'avant sa naissance et après sa mort, Thèbes est toujours dominée par une puissance étrangère, mais que pendant qu'il est au pouvoir, Thèbes se retrouve à la tête de la Grèce. Plutarque aurait écrit une Vie d'Épaminondas, mais aucun manuscrit n'en a été retrouvé.
Montaigne réserve une place de choix à Épaminondas dans ses Essais. Il en fait le troisième et le plus glorieux « Des plus excellents hommes » (II, 36). De même, le premier chapitre du livre III, De l'utile et de l'honnête, se termine sur un éloge d'Épaminondas : « Il mariait aux plus rudes et violentes actions humaines la bonté et l'humanité, voire la plus délicate qui se trouve en l'école de la philosophie ».
Mais au XXe siècle, après un détour complexe par la mer des Caraïbes, le nom d'Épaminondas va devenir pour des générations d'enfants celui d'un personnage de conte, symbole de la Bêtise (cf. Miss Sara Cone Bryant, Épaminondas et sa marraine. Conte nègre des États-Unis du Sud, éd. française 1926).

### Sources antiques
- Vie d'Épaminondas, Cornélius Népos.
- Vie d'Épaminondas, Plutarque. Perdue.
- De genio Socratis
- Pausanias, Description de la Grèce [détail des éditions] [lire en ligne], livre 9.
- Diodore de Sicile, Bibliothèque historique [détail des éditions] [lire en ligne], livre 15.
- Plutarque, Œuvres morales [détail des éditions] [lire en ligne] Apophtègmes des rois et capitaines célèbres
- Grand dictionnaire universel du XIXe siècle, Vol L-Memn

#### Ouvrages généraux
- Pierre Carlier, Le IVe siècle grec jusqu’à la mort d’Alexandre, Paris, Seuil, coll. « Points Histoire / Nouvelle histoire de l'Antiquité », 1996 (ISBN 2-02-013129-3).
- (en) Harry Thurston Peck, Harper's Dictionary of Classical Antiquities, New York, Harper & Brothers, 1898 (lire en ligne).
- Pomtow, Das Leben des Epaminondas, sein Charakter und seine Politik (thèse), Berlin, 1870.
- Carrata Thomes, Franco Egemonia Beotica e potenza marittima nella politica de Epaminonda, Turin, 1952.
- Fortina, Marcello. Epaminonda, Turin, 1958

#### Articles thématiques
- Cawkwell G. L. - Epaminondas and Thebes. CQ 1972 XXII : 254-278.
- Sordi  M. -  Propaganda  politica  e  senso  religioso  nell'azione  di  Epaminonda, II. Contrib. Ist. di stor. ant. :  45-53.
- Vottéro G. - Grandeur et déchéance d'un héros : Épaminondas le Thébain, in J. Dion, Le Paradoxe du héros ou d'Homère à Malraux, Nancy-Paris 1989 (pp. 43-86).

Sur Pythagore et Épaminondas : 
- Lévêque  P. ;  Vidal-Naquet  P. -  Épaminondas  pythagoricien ou le problème tactique de la droite et de la gauche. Historia 1960 IX : 294-308.
- Schuhl P. M. - Carnet de notes. Épaminondas et la manœuvre par la gauche. RPhilos 1960 CL : 529-530.

Sur les invasions du Péloponnèse : 
- Wiseman J. - Epaminondas and the Theban invasions. Klio 1969 LI : 177-199.

Sur la fondation de Mégalopolis :
- Braunert H. ; Petersen T. - Megalopolis. Anspruch und Wirklichkeit. Chiron 1972 II : 57-90.
- Dušanic S. - When Megalopolis was founded. ZAnt 1969 XIX : 263-283.
- Vasic R. - Grylus and Epaminondas in Euphranor's Cavalry battle. ZAnt 1979 XXIX : 261-268.
- Hammond, Nicholas G. L. - What may Philip have learnt as a hostage in Thebes ? GRBS 1997 38 (4) : 355-372.
- Cuff P. J. - The trials of Epaminondas. A note. Athenaeum 1954 XXXII : 259-264.
- Buckler J. - Plutarch on the trials of Pelopidas and Epameinondas (369 B.C.). CPh 1978 LXXIII : 36-42.

Sur la flotte d'Épaminondas :
- Fossey  J. M. -  Une base navale d'Épaminondas. Proc. of the 2nd internat. conf. on Boiotian  antiqu. :  9-13.
- Roesch P. - Un décret inédit de la ligue thébaine et la flotte d'Épaminondas. REG 1984 XCVII : 45-60.
- Buckler, John. - Epameinondas and the new inscription from Knidos. Mnemosyne 1998 Ser. 4 51 (2) : 192-205.
- Ruzicka, Stephen. - Epaminondas and the genesis of the Social War. CPh 1998 93 (1) : 60-69.
- Grand Dictionnaire universel du XIXe siècle Vol. L-Memn.
- Eric Tréguier, « Epaminondas le génial libérateur de Thèbes », Guerres et Histoire, no 82,‎ janvier 2025, p. 34-37.

#### Épaminondas vu par les Antiques
- Herbert  K. -  The  identity  of  Plutarch's  lost  Scipio. AJPh  1957  LXXVIII :  83-88.
- Shrimpton G. S. - The Epaminondas tradition. Stanford Univ., 1970. 127 p.
- Shrimpton G. S. - Plutarch's Life of Epaminondas. Pacific Coast Philology (Northridge, Cal. Philol. Assoc. of the Pacific Coast) VI 1971.
- Tuplin C. J. - Pausanias and Plutarch's Epaminondas. CQ 1984 XXXIV : 346-358.
- Westlake H. D. - Xenophon and Epaminondas. GRBS 1975 XVI : 23-40.
- Stratiki, Kerasia. - Les héros grecs comme personnification de la liberté dans la « Périégèse » de Pausanias. BAGB 2003 (2) : 92-112.
- P. Thillet, « Note sur le Gryllos, ouvrage du jeune Aristote », Revue philosophique, 1957, p.  352-354.